# Acacia kulnurensis
Acacia kulnurensis é uma espécie de leguminosa do gênero Acacia, pertencente à família Fabaceae.